# Grabowo (Kolno)
Pour les articles homonymes, voir Grabowo.
Grabowo est un village polonais de la gmina de Grabowo, dans le powiat de Kolno, voïvodie de Podlachie, au nord-est du pays.
Il est situé à environ 15 km à l'est de Kolno et à 78 km au nord-ouest de la capitale régionale Białystok.
Sa population est d'environ 800 habitants.

## Galerie

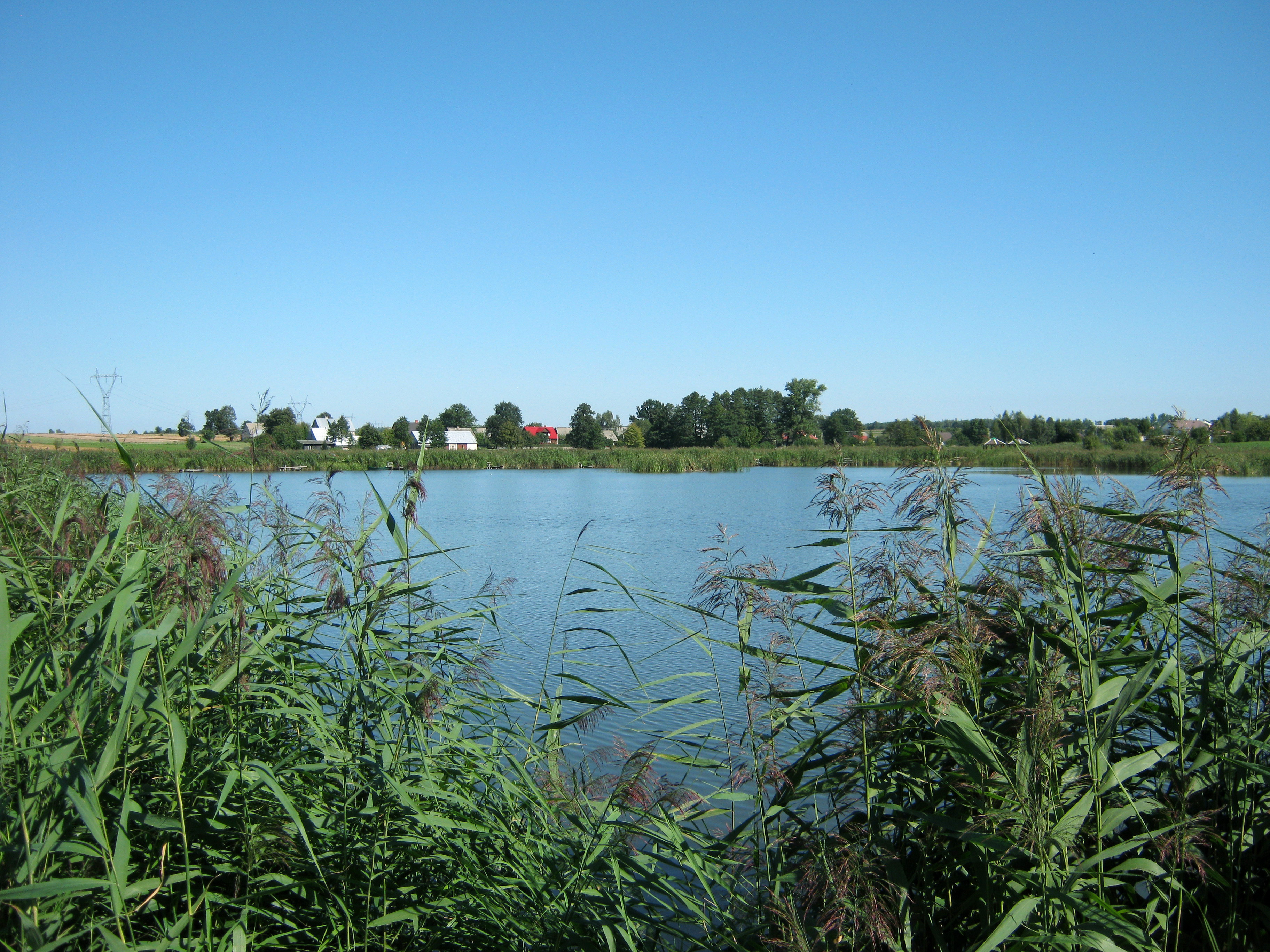
Etang
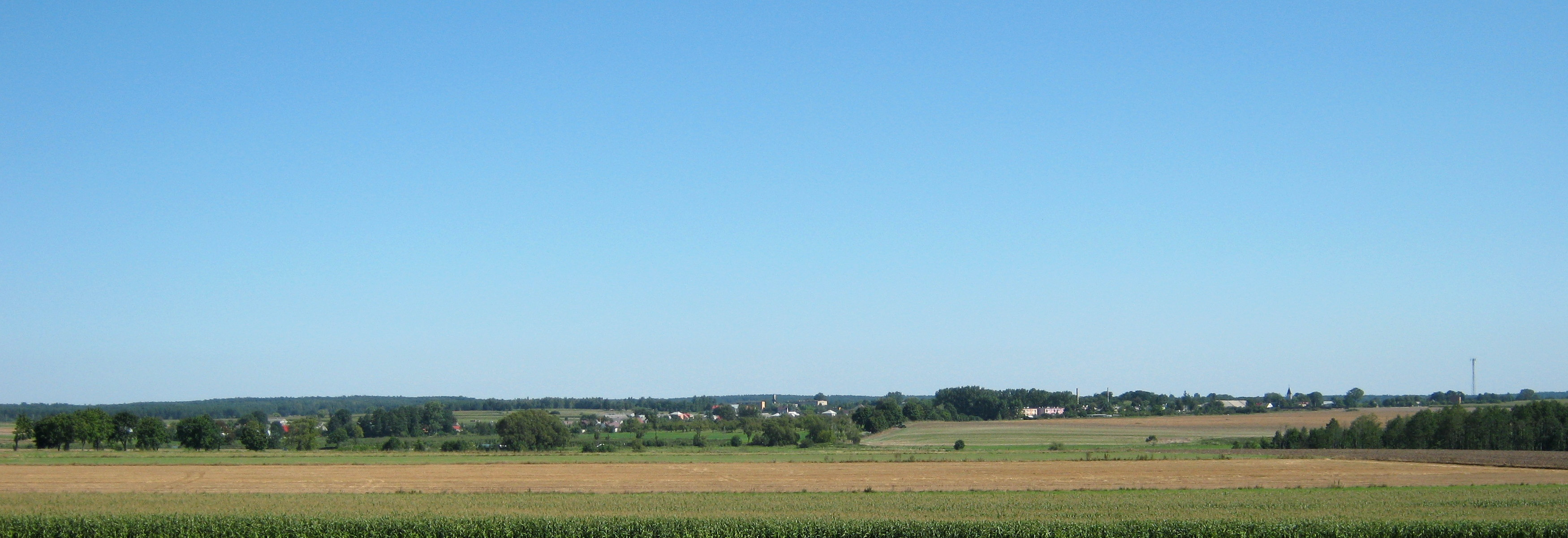
Grabowo – vue de l'ouest
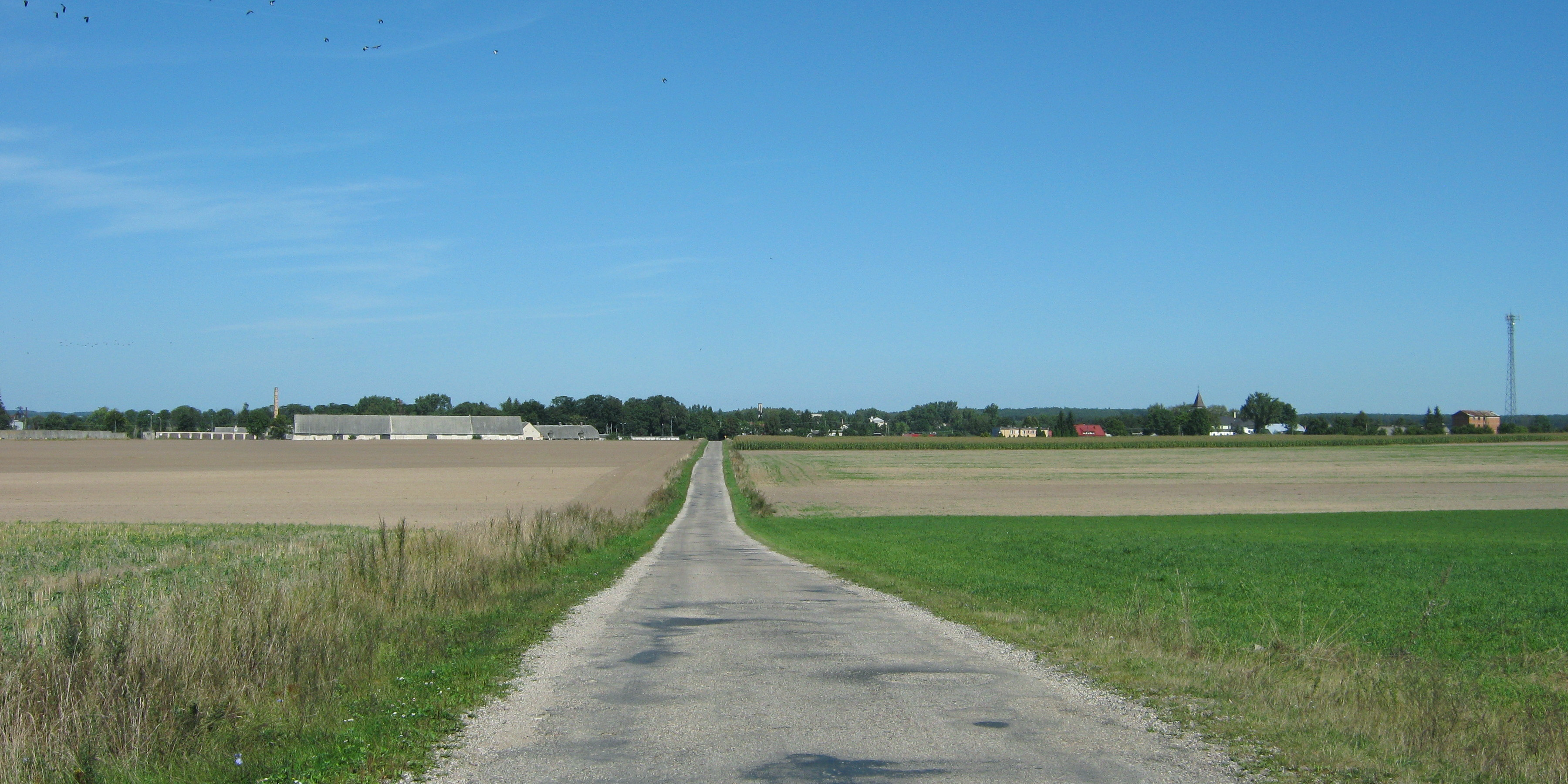
Grabowo – vue du sud